# Lốc xoáy năm 1981
Trang này làm rõ lốc xoáy và dịch cơn lốc xoáy của năm 1981, chủ yếu ở Hoa Kỳ. Hầu hết các cơn lốc xoáy hình thành ở Mỹ, mặc dù một số sự kiện có thể xảy ra quốc tế. Thống kê Tornado trong nhiều năm trở lên như thế này thường xuất hiện thấp hơn so với năm hiện đại đáng kể do ít báo cáo hoặc lốc xoáy xác nhận.

## Tóm tắt
Số cho năm 1981 là dưới mức trung bình, cả về số lượng lốc xoáy và số tử vong.

## Sự kiện

### Tháng 1
Chỉ có hai cơn lốc xoáy đáp xuống vào tháng Giêng, cả hai đều được đánh giá F0 và diễn ra ở California.

### Tháng 2
Các cơn lốc xoáy chết người đầu tiên của năm xảy ra trong một dịch tương đối nhỏ giữa tháng 10 và 11. Hai cơn lốc xoáy F2, một trong Walker County, Texas và một ở Hoke / Cumberland Counties, North Carolina, giết chết một người. Tám mươi hai người cũng bị thương trong quá trình của tháng.

### Tháng 3
Sự kiện lốc xoáy rải rác diễn ra tháng ba, với tổng cộng 33 sự kiện diễn ra. Một người đã bị giết chết bởi một F2 ở Hertford County, North Carolina vào ngày 30 tháng ba.

### Tháng 4
Nhiều đợt bùng phát cơn lốc xoáy nhỏ đã diễn ra vào tháng tư, sản xuất 84 cơn lốc xoáy. Hầu hết các trường hợp tử vong của năm diễn ra trong tháng, với 13 người hư mất. Ngày 04 tháng 4 một cơn lốc xoáy xoáy nghịch hiếm xảy West Bend, Wisconsin giết chết ba người. Năm người cũng đã thiệt mạng trong Tulsa, Oklahoma bởi một F3 vào ngày 19 tháng 4.

### Tháng 5
Có 187 lốc xoáy ở Mỹ trong tháng. Vào ngày 22, một cơn lốc xoáy F4 đánh Binger, Oklahoma.

### Tháng 6
Có 223 lốc xoáy ở Mỹ trong tháng, dẫn đến tử vong tám. Ngày 13 tháng 6 và F3 cơn lốc xoáy giết chết bốn người trong Cardington, Ohio.

### Tháng 7
Đã có 98 cơn lốc xoáy ở Mỹ trong tháng Bảy.

### Tháng 8
Có 64 cơn lốc xoáy ở Mỹ trong tháng Tám.

### Tháng 9
Có 26 cơn lốc xoáy ở Mỹ trong tháng.

### Tháng 10
Có 32 lốc xoáy ở Mỹ trong tháng 10.

### Tháng 11
Có 7 lốc xoáy ở Mỹ trong tháng mười một. Ngày 23 tháng 11, một cơn lốc xoáy dịch lớn xảy ra ở miền trung nước Anh. Khoảng 105 cơn lốc xoáy đã được báo cáo là đã chạm xuống.

### Tháng 12
Có 1 cơn lốc xoáy ở Mỹ trong tháng.